# 路长林
路长林（1943年11月—），男，中国神经科学家，曾任中国人民解放军第二军医大学教授、博士生导师，中国神经科学学会理事长。